# Bahnstrecke Borgholm–Böda
| Bahnhof Borgholm, 1947 |                             |                                                               |                      |
| Stationsgebäude in Borgholm |                             |                                                               |                      |
| Streckenlänge: | 55 km                       |                                                               |                      |
| Spurweite: | 891 mm (schwed. 3-Fuß-Spur) |                                                               |                      |
| Maximale Neigung: | 10 ‰                        |                                                               |                      |
| Minimaler Radius: | 300 m                       |                                                               |                      |
| Streckengeschwindigkeit: | 35 km/h                     |                                                               |                      |
| |                             |                                                               |                      |
| \| \| 55 \| Böda \| 9 m.ö.h. \| \| \| 52 \| Skäftekärr \| 10 m.ö.h. \| \| \| 48 \| Wedborm \| 6 m.ö.h. \| \| \| 43 \| Löttorp \| 5 m.ö.h. \| \| \| 42 \| Ranstadsvägen (1. Sept. 1948) \| 6 m.ö.h. \| \| \| 38 \| Ölands Källaberg (Hlp ab 1942, bis 1. April 1943 Källaberg) \| 11 m.ö.h. \| \| \| 34 \| Skogsby by (ab 1959) \| 10 m.ö.h. \| \| \| 32 \| Gunnarslund (ab 1949 Hlp) \| 9 m.ö.h. \| \| \| 31 \| Stenninge \| 9 m.ö.h. \| \| \| 29 \| Persnäs \| 4 m.ö.h. \| \| \| 26 \| Föra \| 6 m.ö.h. \| \| \| 23 \| Uggletorp (ab 15. Sept. 1921 Hlp) \| 11 m.ö.h. \| \| \| 20 \| Askelunda (ab 1949, Hpr) \| 10 m.ö.h. \| \| \| 17 \| Stacketorp (ab 1910 Hlp) \| 12 m.ö.h. \| \| \| 15 \| Istad (ab 1940 Hpr) \| 12 m.ö.h. \| \| \| 14 \| Alböke (ab 1922 Hlp) \| 12 m.ö.h. \| \| \| 12 \| Dalbyro (Hlp) \| 15 m.ö.h. \| \| \| 8 \| Kalleguta (ab 1955 Hpr) \| 16 m.ö.h. \| \| \| 8 \| Källingemöre Rüben (ab 1944, 300 m Ausweichgleis) \| 17 m.ö.h. \| \| \| 7 \| Öjkroken (ab 1947 Hlp) \| 20 m.ö.h. \| \| \| 4 \| Köpingsvik (bis 7. Jan. 1947 Tingsdal, ab 15. Sept. 1921 Hlp) \| 15 m.ö.h. \| \| \| 3 \| Gröndal Wasserstelle \| Gröndal Wasserstelle \| \| \| \| \| \| \| \| 0 \| Borgholm \| 1 m.ö.h. \| \| \| \| Pier von Borgholm \| \| \| \| \| Södra Ölands Järnväg \| \| |                             |                                                               |                      |
| Kopfbahnhof Streckenanfang (Strecke außer Betrieb) | 55                          | Böda                                                          | 9 m.ö.h.             |
| Haltepunkt / Haltestelle (Strecke außer Betrieb) | 52                          | Skäftekärr                                                    | 10 m.ö.h.            |
| Haltepunkt / Haltestelle (Strecke außer Betrieb) | 48                          | Wedborm                                                       | 6 m.ö.h.             |
| Bahnhof (Strecke außer Betrieb) | 43                          | Löttorp                                                       | 5 m.ö.h.             |
| Haltepunkt / Haltestelle (Strecke außer Betrieb) | 42                          | Ranstadsvägen (1. Sept. 1948)                                 | 6 m.ö.h.             |
| Bahnhof (Strecke außer Betrieb) | 38                          | Ölands Källaberg (Hlp ab 1942, bis 1. April 1943 Källaberg)   | 11 m.ö.h.            |
| Haltepunkt / Haltestelle (Strecke außer Betrieb) | 34                          | Skogsby by (ab 1959)                                          | 10 m.ö.h.            |
| Haltepunkt / Haltestelle (Strecke außer Betrieb) | 32                          | Gunnarslund (ab 1949 Hlp)                                     | 9 m.ö.h.             |
| Haltepunkt / Haltestelle (Strecke außer Betrieb) | 31                          | Stenninge                                                     | 9 m.ö.h.             |
| Bahnhof (Strecke außer Betrieb) | 29                          | Persnäs                                                       | 4 m.ö.h.             |
| Bahnhof (Strecke außer Betrieb) | 26                          | Föra                                                          | 6 m.ö.h.             |
| Bahnhof (Strecke außer Betrieb) | 23                          | Uggletorp (ab 15. Sept. 1921 Hlp)                             | 11 m.ö.h.            |
| Haltepunkt / Haltestelle (Strecke außer Betrieb) | 20                          | Askelunda (ab 1949, Hpr)                                      | 10 m.ö.h.            |
| Bahnhof (Strecke außer Betrieb) | 17                          | Stacketorp (ab 1910 Hlp)                                      | 12 m.ö.h.            |
| Haltepunkt / Haltestelle (Strecke außer Betrieb) | 15                          | Istad (ab 1940 Hpr)                                           | 12 m.ö.h.            |
| Bahnhof (Strecke außer Betrieb) | 14                          | Alböke (ab 1922 Hlp)                                          | 12 m.ö.h.            |
| Haltepunkt / Haltestelle (Strecke außer Betrieb) | 12                          | Dalbyro (Hlp)                                                 | 15 m.ö.h.            |
| Haltepunkt / Haltestelle (Strecke außer Betrieb) | 8                           | Kalleguta (ab 1955 Hpr)                                       | 16 m.ö.h.            |
| Blockstelle (Strecke außer Betrieb) | 8                           | Källingemöre Rüben (ab 1944, 300 m Ausweichgleis)             | 17 m.ö.h.            |
| Bahnhof (Strecke außer Betrieb) | 7                           | Öjkroken (ab 1947 Hlp)                                        | 20 m.ö.h.            |
| Bahnhof (Strecke außer Betrieb) | 4                           | Köpingsvik (bis 7. Jan. 1947 Tingsdal, ab 15. Sept. 1921 Hlp) | 15 m.ö.h.            |
| Blockstelle (Strecke außer Betrieb) | 3                           | Gröndal Wasserstelle                                          | Gröndal Wasserstelle |
| Abzweig geradeaus und von links (Strecke außer Betrieb) · Strecke von rechts (außer Betrieb) |                             |                                                               |                      |
| Bahnhof (Strecke außer Betrieb) · Strecke (außer Betrieb) | 0                           | Borgholm                                                      | 1 m.ö.h.             |
| Strecke (außer Betrieb) |                             | Pier von Borgholm                                             | Pier von Borgholm    |
| Strecke (außer Betrieb) |                             | Södra Ölands Järnväg                                          | Södra Ölands Järnväg |

Die Bahnstrecke Borgholm–Böda war eine 55 km lange Schmalspurbahn zwischen Borgholm und Böda auf Öland in der Provinz Kalmar län mit einer Spurweite von 891 mm. Sie wurde von der Borgholm–Böda Järnvägsaktiebolaget (BBJ) erbaut und am 7. Dezember 1906 eingeweiht.
Am 1. Januar 1928 wurde die Borgholm–Böda Järnvägsaktiebolaget mit der Södra Ölands Järnväg zu den  Ölands Järnvägar (SÖJ) vereinigt. Sie wurde 1961 stillgelegt.

## Geschichte

### Borgholm–Böda Järnvägsaktiebolaget

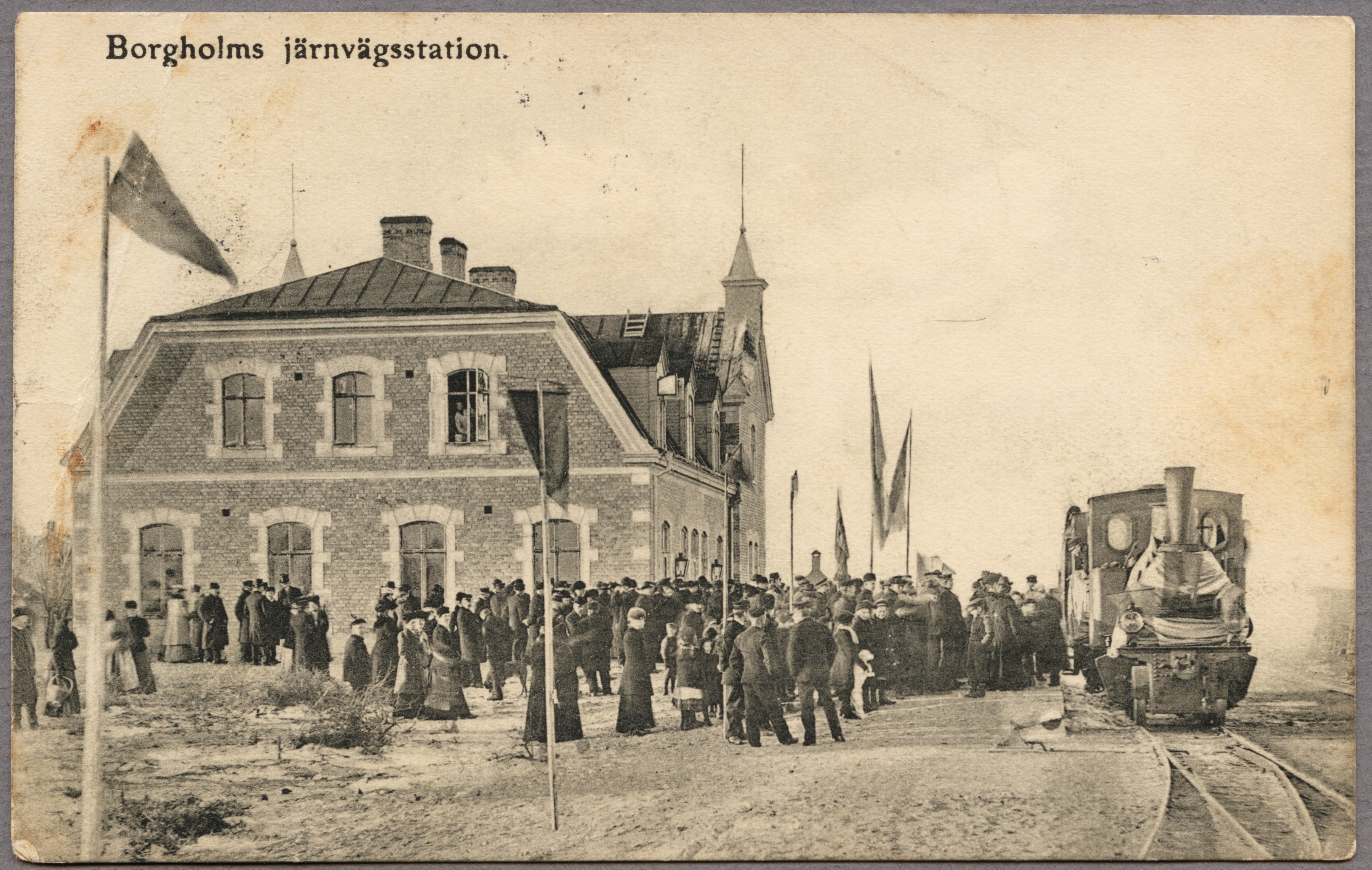
Einweihung der Strecke am 7. Dezember 1906

Die Borgholm–Böda Järnvägsaktiebolaget (BBJ) erhielt ihre Konzession am 11. Dezember 1903. Die Gesellschaft erhielt einen staatlichen Zuschuss in Höhe von 175.000 Kronen. Von den Gemeinden wurden Anteile in Höhe von 206.700 Kronen gezeichnet, davon entfielen auf Borgholm 121.700 Kronen. Auf einzeln gezeichnete Aktien entfielen 40.650 Kronen. Ein öffentliches Darlehen wurde in Höhe von 419.000 Kronen aufgenommen.
Das Angebot für den Bau der Strecke belief sich auf 207.000 Kronen. In Böda und Borgholm wurde jeweils eine Drehscheibe zum Wenden der Dampflokomotiven errichtet. Im Oktober 1905 wurde der provisorische Güterverkehr von Borgholm zu einem unbekannten Endpunkt aufgenommen, im April 1906 wurde Böda mit dem provisorischen Güterverkehr erreicht. Der erste Zug fuhr am 1. Dezember 1906 und die Strecke wurde am 7. Dezember 1906 eingeweiht.
Zum Zeitpunkt des Baus plante das Unternehmen, Holz aus dem nördlich gelegenen Böda Kronopark abzutransportieren. Da der Staat jedoch einen Hafen und ein Sägewerk in Grankullavik in der Bucht Grankullaviken baute, scheiterte der Holztransport.
Die wirtschaftliche Lage der Gesellschaft wurde immer schlechter, so dass die Vorstandsmitglieder eine Kaution leisten mussten. Es wurde sehr bald rationalisiert und die BBJ war einer der Pioniere bei der Einstellung von schlecht bezahlten weiblichen Bahnangestellten. Es war schwierig, die Gemeinden dazu zu bringen, weiteres Geld aufzubringen. Die gemeinsame Verschuldung von BBJ und der zweiten auf der Insel vorhandenen Gesellschaft Södra Ölands Järnväg (SÖJ) belief sich 1927 auf fast 1,4 Mio. Kronen. Nur die SÖJ zahlte Zinsen.
Der Reichstag beschloss 1927, die Darlehen bis auf 800.000 Kronen abzuschreiben. Der Rest sollte für drei Jahre unverzinst und für weitere zwei Jahre zur Hälfte verzinst werden. Bedingung dafür war, dass BBJ und SÖJ zusammengelegt werden sollten. Am 1. Januar 1928 erfolgte die Übernahme der Geschäfte durch die neu gebildete Gesellschaft Ölands Järnvägar.
Diese wiederum wurde im Rahmen der allgemeinen Eisenbahnverstaatlichung 1947 von Statens Järnvägar übernommen.

## Fahrzeuge
Für den Betrieb wurden drei Tenderlokomotiven von Orenstein & Koppel aus Deutschland importiert.
| Nummer | Name         | Bauart    | Achsfolge | Hersteller                 | Baujahr   | Verbleib                                                   |
| ------ | ------------ | --------- | --------- | -------------------------- | --------- | ---------------------------------------------------------- |
| 1      | BÖDA         | Tenderlok | 1 B t     | Orenstein & Koppel, Berlin | 1567 1905 | 1. Januar 1928: ÖJ 7; K3t 4050, 1945 ausgemustert          |
| 2      | BORGHOLM     | Tenderlok | 1 B t     | Orenstein & Koppel, Berlin | 1568 1905 | 1. Januar 1928: ÖJ 8; 1947 verschrottet                    |
| 3      | (DER KAISER) | Tenderlok | 2 B t     | Orenstein & Koppel, Berlin | 1847 1906 | 1. Januar 1928: ÖJ 9; 1947: SJ W3p 3059, 1953 ausgemustert |

Es wurden 48 zweiachsige Güterwagen, zwei Drehgestell-Personenwagen, drei zweiachsige Personenwagen und zwei Postwagen beschafft. Die Wagen wurden von Fole Mekaniska Verkstad aus Gotland hergestellt.